# Полтавський проспект (Кременчук)
Полтавський проспект — одна з найдовших вулиць Кременчука. Протяжність близько 4,3 кілометри.

## Розташування
Вулиця розташована у північно-східній частині міста. Починається з роздоріжжя між проспектом Лесі Українки, проспектом Свободи та вулицею Харківською від Памятника САУ-151 і прямує на схід до краю міста в бік Полтави.
Проходить крізь такі вулиці (з початку вулиці до кінця):
- Вершигори вулиця
- Провулок Плеханова
- Молодогвардійців вулиця
- Платухіна вулиця
- Козацька
- Вільної України вулиця
- Гурамішвілі Давида провулок
- Олени Пчілки вулиця
- Ізюмова Андрія проїзд
- Якова Петруся
- Аерофлотська вулиця
- Некрасова вулиця
- Некрасова провулок
- Хортицька вулиця
- Цілиноградська вулиця

## Опис
Вулицею проходить траса європейського E584 та міжнародного значення М22. Одна з основних та найширших(4 смуги руху) автотранспортних артерій Кременчука. Вздовж проспекту переважно одноповерхова приватна забудова, окрім самого початку, де є багатоповерхові будинки, що відносяться до 274-о кварталу. Пересікає річку Сухий Кагамлик. Проходить через декілька залізничних мостів.

## Походження назви
Вулиця названа на честь міста Полтави.

## Будівлі та об'єкти
Підприємства:
- Буд. № 2а — ПАТ «Кременчуцька трикотажна фабрика»
- Буд. № 2а — ТОВ ВКФ «Укртехносерві»
- Буд. № 2д — ТОВ «НВФ „Техвагонмаш“»

Пам'ятки архітектури та історії:
- Буд. № 15 — Загальноосвітня школа № 24
- Буд. № 13 — Меморіальна дошка на честь учасника бойових дій в Афганістані О. Вовка (1951–1980).
- Буд. № 30 — Церква Святого Преподобного Серафима Соровського
- Буд. № 40 — Меморіальна дошка на честь лікаря Л. П. Ляха
- Братська могила героїв битви за Дніпро, у якій захоронений письменник А. П. Розмислов
- ріг вул. Некрасова — курган та кладовище
- Кохнівська центральна районна лікарня

## Транспорт
Вулицею проходять маршрути декількох номерів маршрутних таксі: 3А, 21.